# Rudolf Heinisch

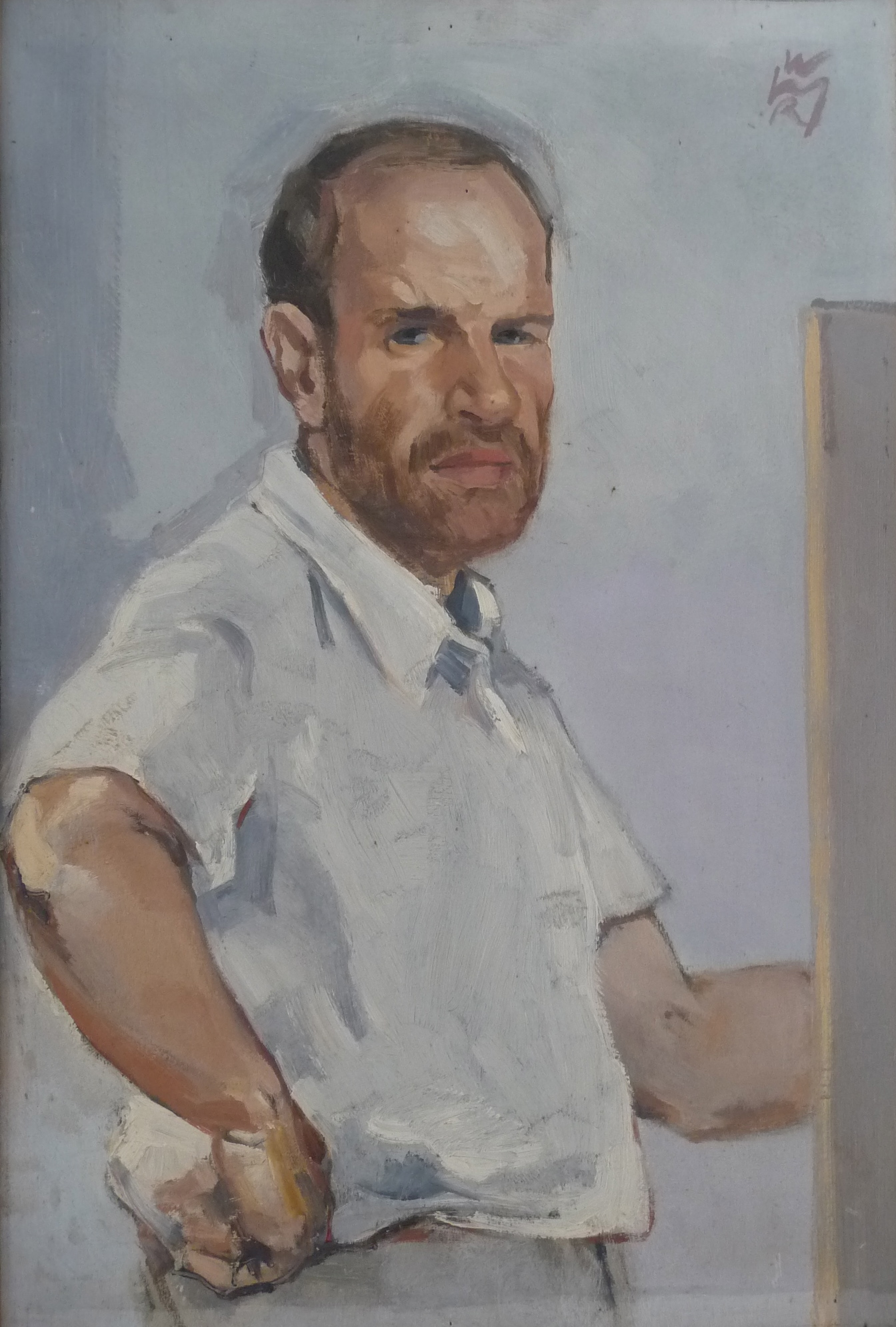
Rudolf Heinisch auf einem Selbstbildnis von 1937

Rudolf Heinisch (* 24. Mai 1896 in Leipzig; † 22. November 1956 in Berlin) war ein deutscher Maler, Graphiker und Bühnenbildner. In Frankfurt am Main entwickelte er aus der Malerei des Expressionismus kommend in figurenstarken Zeichnungen, Graphiken und Gemälden seinen eigenen Stil und wird heute dem Expressiven Realismus zugerechnet.

## Leben

### Kindheit und Jugend
Rudolf Heinisch war das jüngste von drei Kindern von Leopoldine und Gustav Heinisch. Der Vater, aus Niederschlesien stammend, war gelernter Drucker und Mitherausgeber von sächsischen SPD-Zeitungen. 1902 zog die Familie nach Frankfurt am Main. Dort lernte Rudolf Heinisch den Beruf des Lithographen bei der Firma  Kornsand & Co. Danach absolvierte er als Stipendiat der Stadt Frankfurt eine Ausbildung in der Kunstgewerbeschule Frankfurt, u. a. als Schüler von Prof. Franz Karl Delavilla.

### Erster Weltkrieg
Als unfreiwilliger Kriegsteilnehmer am Ersten Weltkrieg erlebte er den Schützengrabenkrieg in Frankreich und wurde 1918 an der linken Hand schwer verletzt. Seine ersten Bilder waren expressionistische Druckgrafiken mit den Themen „Lazarett“ und „Schrecken des Krieges“.

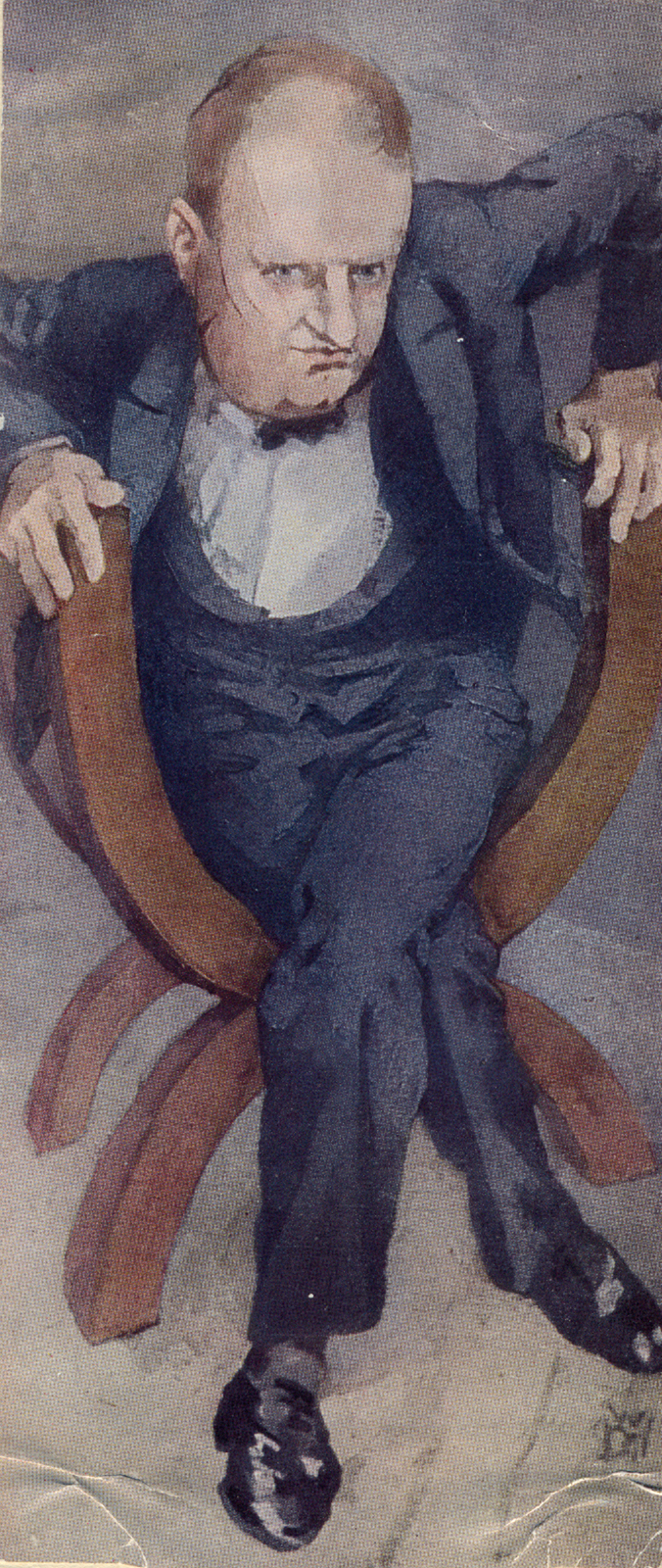
Rudolf Heinisch, Porträt Paul Hindemith, 1931

### Zeit der Weimarer Republik
1919/1920 unternahm er Studienreisen nach Wien, Florenz und Paris. Zurück in Frankfurt bezog er im dortigen Karmeliterkloster ein Atelier (Ateliernachbarn: Benno Elkan, Hans Feibusch). Bei Geselligkeiten im Kreise von Hans Flesch, Hermann Scherchen, Friedl Schramm lernte er 1921 Paul Hindemith kennen. Beide verstanden sich auf Anhieb und blieben Freunde bis zu Heinischs Tod. Heinisch war 1924 Trauzeuge bei der Eheschließung Hindemiths mit Gertrud Rottenberg und wurde „Hausmaler der Kapelle Minimax“, Spitzname von Hindemiths Amar-Quartett.
Von 1919 bis 1934 war Heinisch Mitglied im Frankfurter Künstlerbund und stellte u. a. im Städelschen Kunstinstitut in Frankfurt, im Museum Folkwang in Essen und in der Städtischen Galerie Nürnberg aus. 1931 erhielt er den Hessischen Staatspreis. In der Hessischen Kunstszene wurde er damals als „ein kommender Mann“ bezeichnet. Als Bühnenbildner gestaltete er im Jahr 1928 das viel beachtete Bühnenbild zur Erstaufführung des „Schwejk“ im Frankfurter Schauspielhaus.

### Zeit des Nationalsozialismus
Heinischs künstlerische Karriere endete abrupt mit der „Machtergreifung“ der Nationalsozialisten. 1938 war er in Hamburg, Berlin und Nürnberg mit vier Gemälden, drei Aquarellen und zehn Druckgrafiken in der Femeausstellung „Entartete Kunst“ und wurde als „technisch gut, gesinnungsmäßig verjudet“ eingeordnet. Seine Bilder hingen dort unmittelbar neben denen von Otto Dix und Erich Heckel.
Sein bekanntestes Gemälde, das Porträt von Paul Hindemith, wurde von den Nationalsozialisten aus dem Städelschen Museum in Frankfurt entfernt, in der Ausstellung „Entartete Kunst“ ausgestellt und anschließend als „unbrauchbar“  vernichtet. Dank einer Abbildung in Hans Mersmann, Die Moderne Musik seit der Romantik ist eine fotografische Reproduktion des Bildes erhalten, das auch heute noch auf Hindemith-Plakaten und Plattencovers abgebildet ist. Die drei anderen als „Entartete Kunst“ ausgestellten und später vernichteten Bilder waren Ölgemälde mit den Titeln Der Volksredner, Fabrik und Frühling. Da Heinisch seit 1933 keine künstlerische Perspektive mehr hatte, ging er nach Berlin, wo ihm Freunde (u. a. Karl Friedrich Brust) zu einer Stelle als Pressezeichner im Ullstein-Verlag verhalfen. In Berlin lernte er seine Frau Erika, geborene Ditt, kennen und heiratete sie 1934. Trauzeuge war Paul Hindemith, der mit seiner Frau inzwischen auch nach Berlin übergesiedelt war. Bis zur Emigration der Hindemiths im Jahr 1938 blieben die beiden Freunde und ihre Familien weiterhin in engem Kontakt. Im Gegensatz zu vielen anderen Künstlern konnte sich Heinisch nicht dazu entschließen, Deutschland zu verlassen, verweigerte sich aber der NS-Ideologie und trat während des Krieges demonstrativ mit seiner Frau in die katholische Kirche ein. Er gehörte zum Freundeskreis des Widerstandskämpfers Theodor Haubach, den er 1942 porträtierte. Kurz vor Kriegsende wurde sein Sohn Philipp Heinisch geboren, der Strafverteidiger und danach ebenfalls freischaffender Künstler (Justizkarikatur) wurde.

### Nachkriegszeit
Nach Kriegsende nahm Heinisch seine künstlerische Tätigkeit wieder auf. Allerdings blieb ihm wie vielen Künstlern der „Verschollenen Generation“ eine wirkliche Rehabilitierung und breite Anerkennung seines Werks verwehrt. Er blieb Buchillustrator (Safari-Verlag) und Pressezeichner (Berliner Morgenpost und IBZ). Ferner bekam er einige Porträtaufträge, so für die Schulreformerin und SPD-Politikerin Hildegard Wegscheider und erneut Paul Hindemith.
Zu Ausstellungen seiner Bilder kam es nach dem Krieg zu seinen Lebzeiten nicht mehr. Rudolf Heinisch starb am 22. November 1956 infolge einer Sepsis. Versuche, seinem Œuvre einen angemessenen Platz in der Kunst seiner Zeit zu geben, hatten nur bescheidenen Erfolg. Vom 18. Januar bis 6. März 1977 fand im Frankfurter Kunstverein die einzige große Werkschau statt, bei der alle Bilder gezeigt wurden, die sich aus Privatbesitz zusammentragen ließen.
Die Witwe, die ihren Mann um 50 Jahre überlebte, verkaufte im Laufe der Jahre Bild um Bild, um ihren Lebensunterhalt zu sichern. Eines der letzten in Familienbesitz verbliebenen Werke, das Gemälde Trinker von 1925, fand Eingang in die Sammlung Gerhard Schneider Verfemte Kunst und wurde 2012 und 2013 anlässlich der Jahrestage zu den Feme-Ausstellungen „Entartete Kunst“ gezeigt. Die Gemälde Paul Hindemith mit der Bratsche von 1956 und Spiegelkabinett von 1928 und die Gouache Mädchen am Fenster von 1956 fanden im Rahmen einer Schenkung aus privater Hand im Jahr 2022 Aufnahme in der Sammlung des Museum Kunst der Verlorenen Generation in Salzburg.

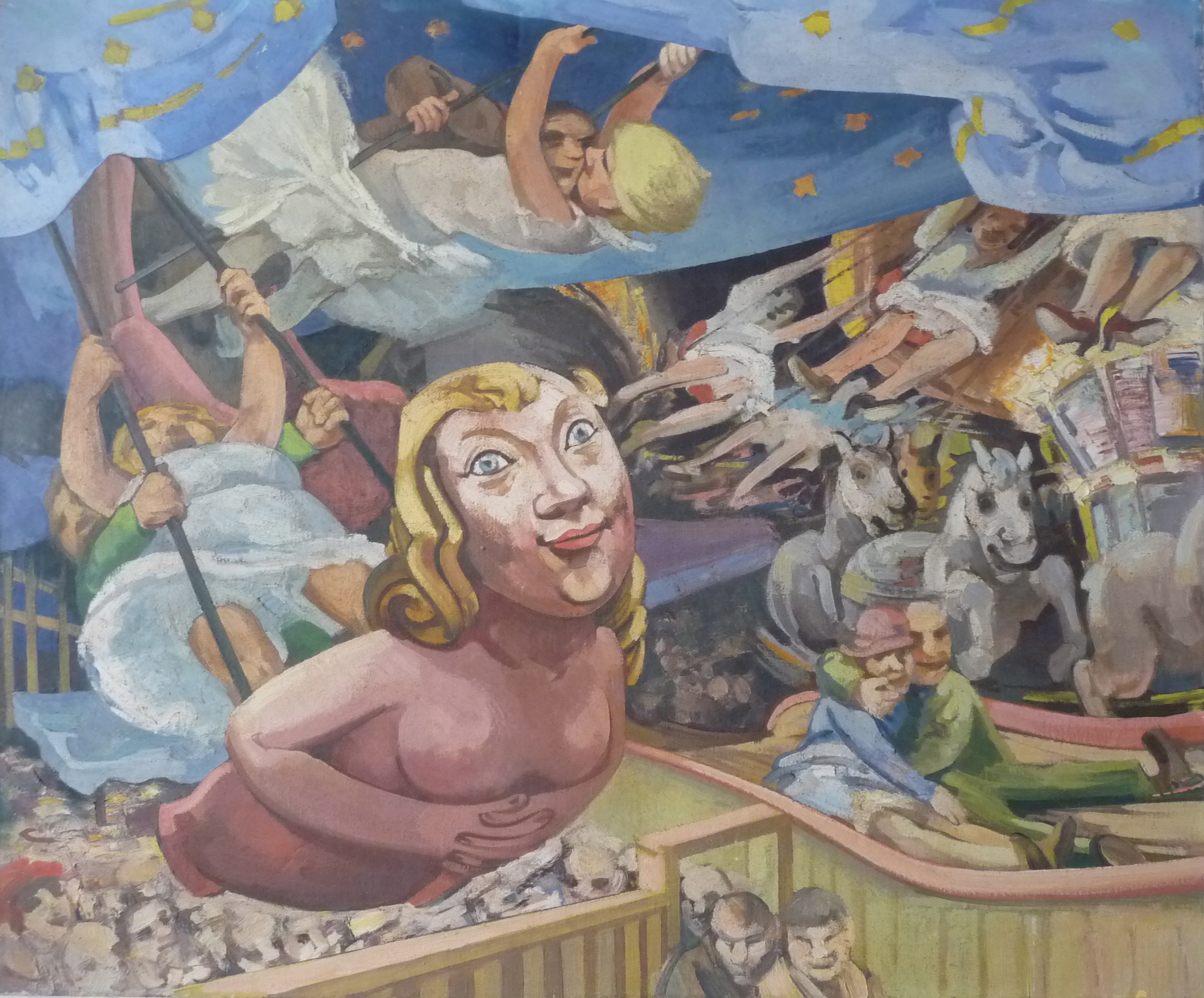
Rudolf Heinisch, Juxplatz, 1931

## Das Werk
Heinischs Malstil bewegte sich zwischen Expressionismus und Neuer Sachlichkeit. Der Kunsthistoriker Rainer Zimmermann prägte für den von Heinisch und anderen Malern seiner Generation geformten Stil den Ausdruck des „Expressiven Realismus“.
Seine Sujets fand Heinisch bei den kleinen Leuten in den großen Städten: Kneipenszenen, Arbeiterversammlung, Arbeitspause, Schrebergarten, nächtliche Heimkehr. Andere Motive waren Rummelplätze, Tänzerinnen (Tatjana Barbakoff, Lizzi Waldmüller) und Artisten (Enrico Rastelli). Neben Künstlern wie Max Beckmann und Richard Scheibe konnte sich Heinisch mit Erfolg künstlerisch behaupten: Ausstellungen 1922 im Kunstsalon Schames, 1928 Galerie Prestel.  Nach dem Zeugnis von Curt Gravenkamp, dem Geschäftsführer des Frankfurter Kunstvereins von 1930 bis 1962, gehörte Rudolf Heinisch zu den „aktivsten und bedeutendsten Repräsentanten der jüngeren Richtung der Frankfurter Malerei“. Unter Gravenkamps Ägide fand 1929 eine bedeutende Ausstellung mit seinem Ateliernachbarn, dem Bildhauer Benno Elkan statt. Im selben Jahr erschien eine ausführliche Werksbesprechung in der Pariser Zeitschrift La Revue Moderne, in der es hieß, „Wenn Heinisch sich in seiner Malerei beruhigt haben wird, – er ist erst 32 Jahre alt – dann wird er sein richtiges Gleichgewicht gefunden haben und somit der deutschen Tradition einen neuen Aufschwung geben. Den Namen Heinisch muss man sich merken.“ Nach dem Eintritt in die katholische Kirche griff Heinisch in seiner Malerei ab 1945 auch religiöse Themen auf.

### Ausgewählte Werke (Öl auf Leinwand oder Holz)
- Erna,  1919
- Liebespaar am Meer,  1920
- Freundinnen,  1921
- Mann im Meer, 1922
- Bildnis R.R., 1922
- Frau ohne Bedeutung, 1923
- Großstadt,  1923
- Liebespaar am Fenster, 1924
- Frauenbildnis, 1924
- Brücke, 1925
- Trinker,  1925
- Blaues Mädchen, 1925
- Maler und Modell, 1926
- Volksredner,  1926  (von den Nationalsozialisten vernichtet)
- Fabrik,  ca. 1926  (von den Nationalsozialisten vernichtet)
- Vorstadtstraße, 1926
- Alte im Garten, 1926
- Blaues Mädchen,  1926
- E. in rotem Mantel, 1926
- Frühling,  1926  (von den Nationalsozialisten vernichtet)
- Herrenbildnis, 1927
- Schlafende Mädchen,  1927
- Nächtliches Paar,  1927
- Arbeitsturm, 1927
- Fabrikszene mit Treppe, 1927
- Arbeitspause in der Fabrik,  1927
- Mädchen im Garten, 1927
- Eltern im Garten, 1927
- Akt im Freien, 1927
- Frauenportrait, um 1927
- Badende, 1928
- Springende, 1928
- Bergwerk, 1928
- Auf dem Gerüst, 1928
- Die schöne Mary, 1928
- Spiegelkabinett,  1928
- Mann mit Fahne, 1928
- Der Jongleur (Enrico Rastelli), 1929
- Tänzerin (Tatjana Barbakoff),  1929
- Schwarzer Panther,  1929
- Eltern im Garten,  1930
- Juxplatz,  1931
- Portrait Kurt Scheer, 1931
- Mädchen am Fenster, 1931
- Porträt Paul Hindemith sitzend,  1931  (von den Nationalsozialisten vernichtet)
- Portrait Paul Hindemith, 1931
- Erika Heinisch, 1934
- Selbstbildnis, 1937
- Portrait Theodor Haubach, 1942
- Portrait Jan Verkade, 1946
- Mein Sohn malt, 1950
- Die Brücke, 1950
- Paul Hindemith dirigiert, ca. 1950
- Magnolien, 1954
- Limburger Dom, 1956
- Die Ernte, 1956
- Paul Hindemith mit der Bratsche, 1956
- Santa Croce in Florenz, 1956
- Die Schnitter, o. J.

### Dauerausstellungen
- Historisches Museum Frankfurt am Main
- Hochschule für Musik und Darstellende Kunst Frankfurt am Main
- Städel, Frankfurt am Main
- Stadt- und Industriemuseum Rüsselsheim
- Art Institute of Chicago
- Senat Berlin
- Magistrat Darmstadt
- Fondation Hindemith
- Buchheim-Museum, Bernried
- Abteikirche Siegburg, Kreuzweg in 14 Tafeln
- Museum Kunst der Verlorenen Generation, Salzburg

### Einzelausstellungen
- 1922 Kunstsalon Ludwig Schames,
- 1929 Frankfurter Kunstverein
- 1967 Siemens AG, Wittelsbacher Platz, München
- 1974 Galerie Reinhardt & Doehn, München
- 1987 Rathaus Gauting
- 2005 Galerie Benzenberg, Tutzing

### Gruppenausstellungen
- 1922 „Deutsche Kunst“, Mathildenhöhe Darmstadt
- 1925 Industrieausstellung Essen
- 1928 Der Schöne Mensch, Darmstadt
- 1928 Deutsche Kunst der Gegenwart, Norishalle Nürnberg
- 1931 Die Ecke, Kunstverein Kassel
- 1980 Kunst im Widerstand statt Anpassung, Karlsruhe, Frankfurt, Braunschweig, München
- 2012 „Moderne am Pranger“, Aschaffenburg
- 2013 „Verfemt, Verfolgt, Vergessen?“ Kunst und Künstler im Nationalsozialismus. Ephraim-Palais, Stadtmuseum Berlin

### Hinweise auf Rudolf Heinisch und Abbildungen seiner Bilder in Worten
- Das Kunstblatt – Monatsschrift für künstlerische Entwicklung in Malerei, Skulptur, Baukunst, Kunsthandwerk, 10. Jahrgang. Hrsg. v. Paul Westheim.  Akademische Verlagsgesellschaft Athenaion, Potsdam 1926, S. 44 ff.
- Agnes Waldstein: Das Industriebild: vom Werden einer neuen Kunst. Furche-Kunstverlag, Berlin 1929, S. 38 ff. mit Abbildung.
- Franz Roh: Entartete Kunst – Kunstbarbarei im Dritten Reich. Fackelträger-Verlag, Hannover 1962, S. 186–187.
- Rainer Zimmermann: Die Kunst der verschollenen Generation. Deutsche Malerei des expressiven Realismus von 1925–1975. Econ-Verlag, Düsseldorf u. a. 1980, S. 186 u. S. 243 mit Abbildung. Überarbeitete Neuausgabe unter dem Titel Expressiver Realismus. Malerei der verschollenen Generation, Hirmer, München 1994.